# Jajah
Jajah è un fornitore di servizi Voice over IP, fondato dagli austriaci Roman Scharf e Daniel Mattes nel 2005.
La sede di Jajah si trova a Mountain View in California (USA) e Lussemburgo.
Il centro di sviluppo invece è ad Israele.
Nel 2007 ha raggiunto 2 milioni di clienti.
Le telefonate VoIP sono fatte senza l'uso di software da scaricare, ma usando la tradizionale linea telefonica.
Jajah è stato acquisito dalla compagnia di telecomunicazioni spagnola Telefónica alla fine del 2009.
Dal 31 gennaio 2014, Jajah non offrirà più i suoi servizi.